# جیمز شاو
جیمز شاو (انگلیسی: James Shaw؛ زادهٔ ۸ اوت ۱۹۰۴) بازیکن فوتبال اهل بریتانیا است.
از باشگاه‌هایی که در آن بازی کرده‌است می‌توان به باشگاه فوتبال بولتون واندررز، باشگاه فوتبال برنتفورد، باشگاه فوتبال آرسنال، و باشگاه فوتبال گیلینگام اشاره کرد.